# Aeromarine 40
El Aeromarine 40 fue un hidroavión biplaza de entrenamiento producido para la Armada de los Estados Unidos por la compañía Aeromarine Plane and Motor Company de Keyport, Nueva Jersey.

## Diseño y desarrollo
En 1918, la Armada de los Estados Unidos emitió un requisito por un hidroavión biplano y biplaza de entrenamiento. Aeromarine diseñó y construyó el modelo 40, muy parecido en diseño al entrenador Curtiss MF, al que debía suplementar.
Era un biplano de dos vanos de construcción enteramente en madera, con las alas superior e inferior de envergadura desigual (la superior, mayor, tenía una disposición en parasol, mientras que la inferior estaba fijada a la parte superior del casco y bajo ella había dos flotadores estabilizadores). El casco de madera tenía un solo escalón y forma de diente de sierra en V, que se extendía hasta incorporar la cola, cuyas superficies horizontales estaban montadas en la parte superior del estabilizador vertical para evitar la maresía.
El motor Curtiss OXX-6 de 8 cilindros en V y 100 hp estaba montado sobre soportes en la sección central alar en una configuración propulsora (es decir, la hélice estaba ubicada en la parte trasera del motor, "empujando" al mismo, de manera similar a los actuales ultraligeros). El piloto y el instructor se sentaban lado a lado en la parte delantera del casco. 

## Historia operacional

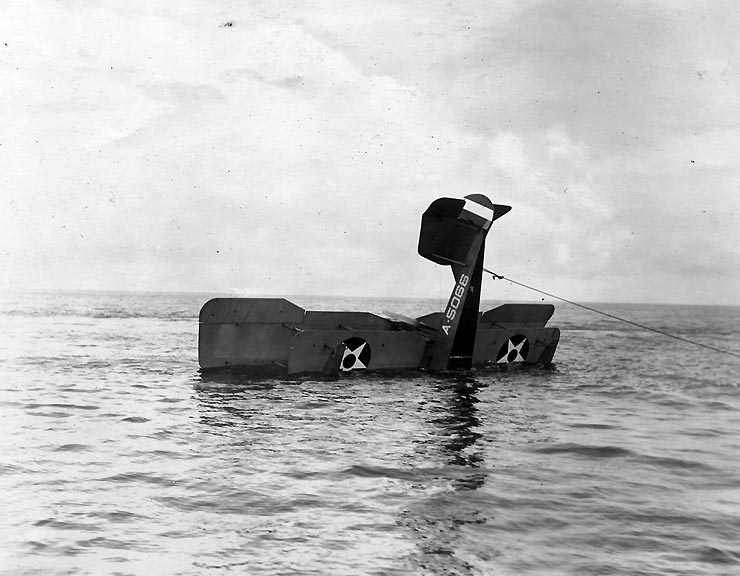
Aeromarine 41, accidentado en el Golfo de Bacabano, Cuba, 1923.

Aunque el primer modelo 40 civil (con un motor Aeromarine U-8 de 150 hp) parece haber volado en 1918, el primer vuelo documentado de un 40-F de la Armada no ocurrió hasta 1919. Cuando acabó la Primera Guerra Mundial, la orden original por 200 aparatos fue reducida a 50 (matrículas A5040/5089), entregándose todos después del armisticio. El modelo permaneció en servicio durante los años 20, hasta que fue reemplazado por modelos más nuevos. Durante el tiempo de servicio, varios de estos aviones fueron reequipados con un motor Hispano-Suiza de 150 hp (designado modelo 41) para mejorar sus prestaciones y aumentar su carga útil.
Dos aviones modelo 40-F fueron vendidos a la Guardia Costera de Estados Unidos, que los asignó a la base de Morehead City (Carolina del Norte), cuando se inauguró en 1920. En julio de 1921, la base cerró debido a motivos económicos y los dos aparatos fueron destruidos. Otros cuatro ejemplares excedentes de la Armada estadounidense fueron cedidos a la Aviación Naval Brasileña, que los empleó en tareas de entrenamiento desde 1920 hasta 1923.
Se propusieron varias versiones civiles, con diferentes tipos de motor y potencia, pero resultaron en la venta de sólo seis unidades. Las versiones civiles se vendieron por un coste aproximado de 9000 dólares por unidad.

## Variantes
40
Prototipo de transporte civil, motor Aeromarine U-8 de 150 hp, uno construido.
40-B
Versión civil con motor Hispano-Suiza de 140 hp, al menos tres construidos (matrículas NC297, NC910V, NC5018).
40-C
Versión civil con motor Aeromarine U-8 de 150 hp.
40-F
Versión militar de entrenamiento con motor Curtiss OXX-6 de 100 hp, 50 construidos.
40-L
Versión civil con motor Aeromarine L de 130 hp.
40-T
Versión civil con motor Curtiss OXX-6 de 100 hp.
40-U
Versión civil con motor Aeromarine U-6D de 100 hp.
41
Varios ejemplares de 40-F remotorizados con un motor Hispano-Suiza de 150 hp.

## Operadores
Brasil
- Aviación Naval Brasileña

 Estados Unidos
- Armada de los Estados Unidos

## Especificaciones (40-F)

### Características generales
- Tripulación: Dos
- Longitud: 8,8 m (28,9 ft)
- Envergadura: 14,7 m (48,3 ft)
- Superficie alar: 46,8 m² (504 ft²)
- Peso vacío: 873 kg (1924,1 lb)
- Peso máximo al despegue: 1127 kg (2483,9 lb)
- Planta motriz: 1× Motor lineal V-8 refrigerado por agua Curtiss OXX-6.
  - Potencia: 72 kW (99 HP; 98 CV)

### Rendimiento
- Velocidad máxima operativa (Vno): 113 km/h (70 MPH; 61 kt)
- Velocidad de entrada en pérdida (Vs): 61 km/h (38 MPH; 33 kt)
- Régimen de ascenso: 1,1 m/s (209 ft/min)

## Aeronaves relacionadas

### Desarrollos relacionados
- Curtiss MF

### Secuencias de designación
- Secuencia Numérica (interna de Aeromarine): 1909 Flying Boat - 8 - 39 - 40 - 50 - 52 - 55 →